# Litosol

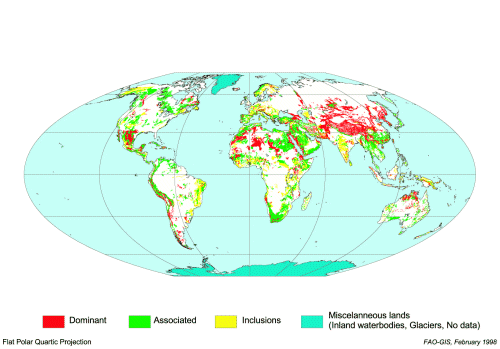
Distribución mundial de litosoles

Los litosoles o leptosoles (del griego leptos, 'delgado') son un tipo de suelo con un espesor  menor a 10 cm y un volumen total de menos del 20 % de tierra fina sobre afloramientos rocosos. Son los suelos más abundantes en todo el planeta y aparecen en todas las zonas climáticas, sobre todo en altitudes medias y altas y zonas fuertemente erosionadas. No suelen ser muy aptos para la agricultura, pero pueden sustentar actividades de pastoreo.